# Холл, Риа
Ри́а Хо́лл (англ. Ria Hall; род. 1982 или 1983, Тауранга, Бей-оф-Пленти, Новая Зеландия) — новозеландская певица, автор песен, политик и телеведущая, исполняющая песни в равной степени как на английском языке, так и на языке маори.

## Биография
Холл родилась в промежутке между 1982 и 1983 годами в городе Тауранга и имеет трёх старших сестёр. Холл является потомственной маори и за всю жизнь обучалась в трёх образовательных учреждениях: школе Маунгатапу, средней школе Тауранги и девичьем колледже Тауранги.
В средней школе Холл начала увлекаться пением в стиле капа хака и вскоре присоединилась к музыкальной группе «Waka Huia». По словам самой Холл, огромное влияние на её музыкальное восприятие и дальнейшую жизнь оказало творчество певца Че Фу и, в частности, его музыкальный альбом «2b S.Pacific».
В 2006 году Холл переехала в Веллингтон и начала изучать политологию в Университете Виктории в Веллингтоне. Там же она создала музыкальную группу в стиле регги «Hope Road». Спустя 5 лет, в 2011 году она исполнила Гимн Новой Зеландии на церемонии открытия Чемпионата мира по регби 2011.

## Карьера

### Музыкальная карьера
В том же 2011 году Холл выпустила свой дебютный одноимённый мини-альбом, который получил награду «Best Māori Album» на премии 2012 New Zealand Music Awards. В 2013 году Холл выступила в качестве гостевого вокалиста в сингле певца Стэна Уокера «Like It’s Over».

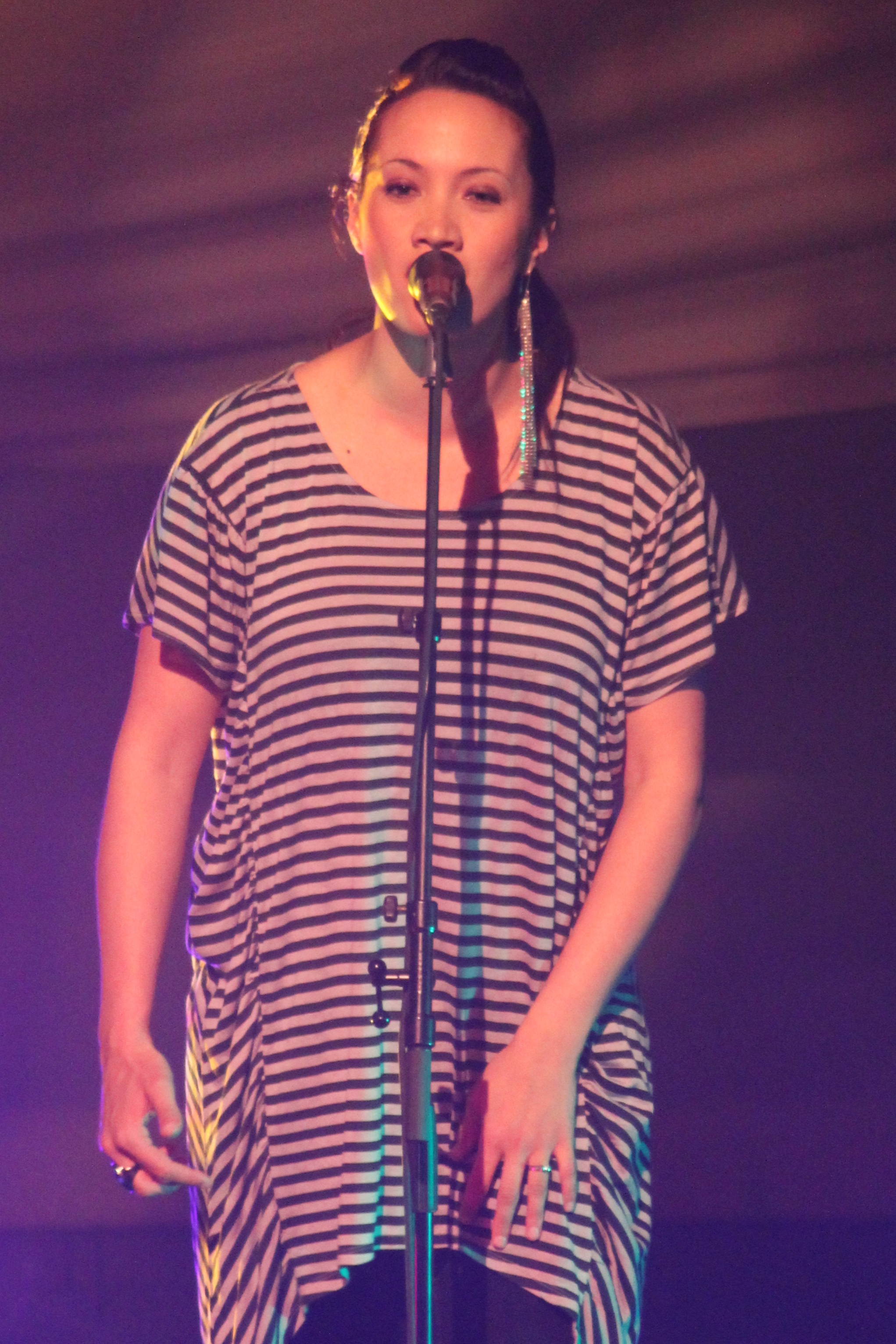
Выступление Холл в 2010 году

В 2017 году Холл выпустила свой дебютный полноценный музыкальный альбом под названием «Rules of Engagement». За этот альбом Риа была удостоена звания лучшей музыкальной исполнительницы на языке маори на премии Waiata Māori Music Awards. 
В 2020 году был выпущен второй музыкальный альбом Холл под названием «Manawa Wera», занявший десятую строчку в официальном музыкальном чарте Новой Зеландии в марте 2020 года. В следующем 2021 году сингл Холл, «Te Ahi Kā Pō», занял первое место на музыкальной премии  APRA Silver Scroll.
В 2022 году Холл приняла участие в музыкальном песенном телешоу «Маска», новозеландской адаптации популярного международного формата «The Masked Singer», в костюме Синего пингвина и заняла третье место, дойдя до финала.

### Политическая карьера
5 марта 2024 года Холл объявила, что будет баллотироваться на пост мэра Тауранги на предстоящих выборах в том же году. По итогам всеобщего голосования, Холл заняла третье место и пропустила второй этап выборов, в которых победу одержал Махе Драйсдейл. После объявления результатов выборов, Холл официально поздравила Драйсдейла с победой.

## Личная жизнь
У Холл есть трое детей и в настоящее время она продолжает проживать в Тауранге.

## Дискография

### Музыкальные альбомы
| Название            | Год выхода | Информация                                                   | Позиция в чартах  |
| Название            | Год выхода | Информация                                                   | Recorded Music NZ |
| ------------------- | ---------- | ------------------------------------------------------------ | ----------------- |
| Rules of Engagement | 2017       | - Релиз: 27 октября 2017 - Лейбл: Loop Recordings Aot(ear)oa | 6                 |
| Manawa Wera         | 2020       | - Релиз: 28 февраля 2020 - Лейбл: Loop Recordings Aot(ear)oa | —                 |

### Мини-альбомы
| Название    | Год выхода | Информация                                                | Позиция в чартах  |
| Название    | Год выхода | Информация                                                | Recorded Music NZ |
| ----------- | ---------- | --------------------------------------------------------- | ----------------- |
| Ria Hall EP | 2011       | - Релиз: 3 октября 2011 - Лейбл: Tu Taniwha Entertainment | 20                |